# Carmenta haematica
Carmenta haematica is een vlinder uit de familie wespvlinders (Sesiidae), onderfamilie Sesiinae.
Carmenta haematica is voor het eerst wetenschappelijk beschreven door Ureta in 1956. De soort komt voor in het Neotropisch gebied.